# سیارک ۲۴۳۵۴
سیارک ۲۴۳۵۴ (به انگلیسی: 24354 Caz، نامگذاری:2000AA105) بیست و چهار هزار و سیصد و پنجاه و چهارمین سیارک کشف شده‌است که در ۵ ژانویه ۲۰۰۰ کشف شد.
قدر مطلق سیارک برابر ۱۰.۷ است.